# ザイラー・ピアノフォルテファブリック

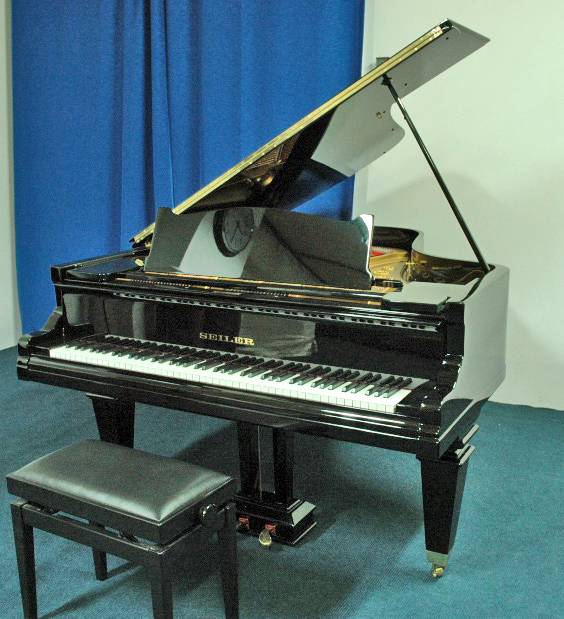
ザイラー製グランドピアノ

ザイラー・ピアノフォルテファブリック（Seiler Pianofortefabrik）GmbHは、ドイツ・バイエルン州ウンターフランケン行政管区キッツィンゲンに本部を持つグランドピアノおよびアップライトピアノ製造業者である。最初の工場は1849年にエドゥアルト・ザイラーによってシュレージエン州リーグニッツ（当時はプロイセン王国の一部）に開かれた。2008年以降、ザイラー社は三益楽器（サミック）によって買収され存続している。

## 歴史
ザイラー社は1849年にエドゥアルト・ザイラーによってニーダーシュレージエン州リーグニッツ（現在のポーランド・レグニツァ）で創業された。1873年、エドゥアルト・ザイラーは蒸気駆動の工場を建設し、1874年には100名を越える労働者を雇用した。しばらくして、エドゥアルト・ザイラーは死去した。1879年、兄弟のヨハネス・ザイラーがピアノ職人として修行し、1879年末に工場の技術管理を引き継いだ。会社はドイツ東部で最大のピアノ製造業者になった。第二次世界大戦の終わりに、ザイラー家と残っていた従業員は避難しなければならなかった。当面の間は、コペンハーゲン（デンマーク）で生産が再開された。1961年、ウンターフランケン行政管区キッツィンゲンに工場が再建された。
会社は数多くの技術革新を行い、特許を取得した。自身の表現によれば、ザイラーは最も大きな製造の垂直的範囲（内製と外注の比率）を持つドイツのピアノメーカーである。
1945年以降、ポーランドに位置していたザイラーの元の工場は1988年まで「Legnica」および「Th. Betting」ブランドのピアノを製造していた。1963年、ブラウンシュヴァイクのピアノ製造業者ツァイッター&ヴィンケルマンがザイラーグループに加わった。
高品質ピアノの全世界における売上の不振により、ザイラー社は2008年7月に破産を申し立てざるをえなかった。2008年11月、会社と残った従業員のほとんどが韓国の楽器メーカー三益楽器（サミック）によって買収された。